# Essentielle Aminosäure
Eine Aminosäure, die ein Organismus benötigt, aber selbst nicht aufbauen kann, wird als eine für ihn essentielle Aminosäure bezeichnet.
Autotrophe Organismen wie Pflanzen sind in der Regel fähig, alle benötigten Aminosäuren aufzubauen. Heterotrophe Organismen hingegen brauchen oft mehrere bestimmte Aminosäuren als Bestandteil der Nahrung, um auf Dauer zu überleben; dabei kann ein Organismus in verschiedenen Entwicklungsstadien unterschiedliche Anforderungen haben.

## Beim Menschen
Für den Menschen gelten Isoleucin (Ile; I), Leucin (Leu; L), Lysin (Lys; K), Methionin (Met; M), Phenylalanin (Phe; F), Threonin (Thr; T), Tryptophan (Trp; W) und Valin (Val; V) als essentielle Aminosäuren. Zumindest für Säuglinge ist auch Histidin (His; H) essentiell. Daneben werden als semi-essentiell solche Aminosäuren bezeichnet, die aus anderen Aminosäuren synthetisiert werden können wie z. B. Tyrosin (Tyr; Y) und Cystein (Cys; C). Unter bestimmten Bedingungen, wie bei unzureichender Zufuhr der Vorstufen, bei Mangel an bestimmten Vitaminen, bei Leber- und Nierenerkrankungen sowie bei eingeschränkter Enzymfunktion, kann auch bei diesen ein Zufuhrbedarf bestehen.
Bei bestimmten Stoffwechselerkrankungen können auch andere als die oben angeführten Aminosäuren essentiell werden. Beim Vorliegen einer Phenylketonurie (PKU) beispielsweise findet die normale Umwandlung von Phenylalanin in Tyrosin nicht statt, weshalb in diesem Fall auch Tyrosin zu einer (bedingt) essentiellen Aminosäure wird. Weitere Beispiele sind Arginin, Cystein und Glycin.
Die Abgrenzung zwischen essentiellen und nicht-essentiellen Aminosäuren ist weiterhin unscharf, da der menschliche Körper einige Aminosäuren in andere umwandeln kann: Die Schwefel enthaltenden Aminosäuren Methionin und Homocystein sind ineinander umwandelbar, der Mensch kann aber keine der beiden herstellen; weiterhin kann Cystein aus Homocystein hergestellt werden. Die Schwefel enthaltenden Aminosäuren bilden somit innerhalb des menschlichen Stoffwechsels eine eigene Untergruppe. Eine weitere Untergruppe bilden Arginin, Ornithin und Citrullin, die mittels des Harnstoffzyklus ineinander umgewandelt werden können.

## Aminosäuren in der Nahrung
Jeder Organismus benötigt Aminosäuren zum Aufbau von Proteinen und die jeweils essentiellen in ausreichender Menge. Im Gehalt an Aminosäuren bestehen Unterschiede zwischen einzelnen Nahrungsmitteln, die durch deren komplexe Zusammenstellung bei einer abwechslungsreichen Ernährung ausgeglichen werden. Einen Anhalt für die biologische Wertigkeit von Lebensmitteln hinsichtlich der Aminosäurenanteile gibt der Aminosäureindex (PDCAAS). Nicht zum Proteinaufbau genutzte Aminosäuren können desaminiert und zu Fetten und Kohlenhydraten verstoffwechselt werden. Eine ausgeglichene Zusammensetzung der zugeführten Aminosäuren ermöglicht eine hohe Ausschöpfung des Nahrungsproteins für den Aufbau körpereigener Proteine (Proteinutilisation); für den Mindestproteinbedarf entscheidend ist hierbei der Gehalt an der mit relativ geringster Menge vorliegenden essentiellen Aminosäure; diese wird daher auch limitierende Aminosäure genannt.
Zu einer Mangelversorgung mit essentiellen Aminosäuren kommt es bei einer anhaltend sehr eiweißarmen Ernährung (siehe Kwashiorkor). Es gibt Hinweise, dass manche Säugetiere einen Mangel an essentiellen Aminosäuren bei einseitiger Ernährung schon nach kurzer Zeit erkennen können.

### Vegetarismus
Alle für Menschen essentiellen Aminosäuren kommen in Pflanzen vor; daher kann eine geeignete Kombination vegetarischer oder veganer Produkte den Menschen ausreichend mit Aminosäuren versorgen. Bezogen auf die Aminosäureversorgung kann die Qualität der vegetarischen Ernährungsweise des Menschen durch geeignete Kombination (etwa Hülsenfrüchte und Getreideprodukte) gesteigert werden.

### Medizin und Sport
Die Aminosäuren Valin, Leucin und Isoleucin werden als verzweigtkettige Aminosäuren  bezeichnet (englisch branched-chain amino acids; BCAA). Sie kommen in allen proteinhaltigen Nahrungsmitteln vor und werden in der Intensivmedizin und Geriatrie zusätzlich eingesetzt. Im Kraftsport und in Ausdauersportarten werden sie als Nahrungsergänzungsmittel eingesetzt.

## Empfohlene Tagesdosis
In der folgenden Tabelle sind die derzeit von der WHO empfohlenen Tagesmengen an essentiellen Aminosäuren für Erwachsene aufgeführt.
| Aminosäure             | Nahrungsmenge in mg pro kg Körpergewicht pro Tag |
| ---------------------- | ------------------------------------------------ |
| Histidin               | 10                                               |
| Isoleucin              | 20                                               |
| Leucin                 | 39                                               |
| Lysin                  | 30                                               |
| Methionin + Cystein    | 15                                               |
| Phenylalanin + Tyrosin | 25                                               |
| Threonin               | 15                                               |
| Tryptophan             | 04                                               |
| Valin                  | 26                                               |

Die empfohlene Tageszufuhr für Kinder über drei Jahren liegt 10 bis 20 % über der von Erwachsenen, für Säuglinge im ersten Lebensjahr bis zu 150 %. Cystein (oder schwefelhaltige Aminosäuren), Tyrosin (oder aromatische Aminosäuren) und Arginin werden von Säuglingen und heranwachsenden Kindern immer benötigt. Methionin und Cystein werden in einer Gruppe zusammengefasst, da das eine aus dem anderen mit Hilfe des Enzyms Methionin-S-Methyltransferase und des Katalysators Methioninsynthase synthetisiert werden kann. Phenylalanin und Tyrosin sind in einer Gruppe zusammengefasst, weil das eine aus dem anderen mit Hilfe des Enzyms Phenylalanin/Tyrosin-Ammoniak-Lyase synthetisiert werden kann.

## Mangelerscheinungen
Steht eine der essentiellen Aminosäuren nicht in der benötigten Menge im Organismus zur Verfügung, so kann dessen aktuelle Proteinbiosynthese nur beschränkt stattfinden, unabhängig von der Verfügbarkeit der anderen Aminosäuren. Ein länger andauernder Eiweißmangel wirkt sich auf alle Organe und Systeme des Körpers aus; insbesondere beeinträchtigt er die Gehirnentwicklung bei Säuglingen und Kleinkindern, hemmt die Leistung des Immunsystems, erhöht das Infektionsrisiko, beeinträchtigt die Funktion der Darmschleimhaut und die Nierenfunktion. Die Verdauungsenzyme Trypsin und Chymotrypsin können nur in Gegenwart von L-Lysin gebildet werden. Eine  qualitativ unausgewogene Ernährung mit unzureichender Zufuhr bestimmter essentieller Aminosäuren, die über längere Zeitspannen anhält, kann zu folgenden Mangelerscheinungen führen:
- Müdigkeit, Abgeschlagenheit
- nervöse Gereiztheit, Konzentrationsstörungen
- Wachstumsstörungen bei Säuglingen und Kindern
- Muskelschwäche
- fahle Haut
- dünnes und brüchiges Haar
- schlecht heilende Wunden
- Bindegewebeschwäche

Zu den biochemischen Veränderungen, die einen Eiweißmangel widerspiegeln, gehören niedrige Serumwerte von Albumin und von Transferrin.